# Vyškovce
Vyškovce (ungarisch Viskó – bis 1907 Viskóc) ist eine Gemeinde im Nordosten der Slowakei mit 119 Einwohnern (Stand 31. Dezember 2024), die zum Okres Stropkov, einem Kreis des Prešovský kraj gehört.

## Geographie

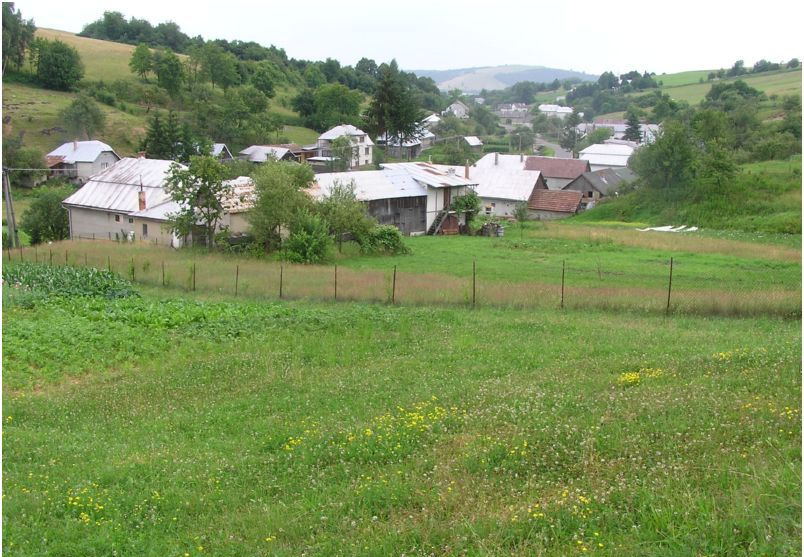
Ansicht des Ortes

Die Gemeinde befindet sich im Bergland Ondavská vrchovina innerhalb der Niederen Beskiden, im Tal des Baches Vislavka, der zum Flusssystem Ondava gehört. Das Gemeindegebiet ist hügelig und teilweise bewaldet. Das Ortszentrum liegt auf einer Höhe von 212 m n.m. und ist sechs Kilometer von Stropkov entfernt.
Nachbargemeinden sind Vislava im Norden, Bukovce im Nordosten, Chotča im Südosten, Krušinec im Südwesten sowie Duplín und Potoky im Westen.

## Geschichte
Der Ort wurde im 14. Jahrhundert gegründet und zum ersten Mal 1414 als Wysk beziehungsweise Wyskwagasa schriftlich erwähnt. Er gehörte zum Herrschaftsgut von Makovica und hatte 1427 insgesamt 28 Porta.
1787 hatte die Ortschaft 27 Häuser und 178 Einwohner, 1828 zählte man 32 Häuser und 245 Einwohner, die von Landwirtschaft und Viehhaltung lebten. In der zweiten Hälfte des 19. Jahrhunderts gab es größere Auswanderungswellen.
Bis 1918 gehörte der im Komitat Sáros liegende Ort zum Königreich Ungarn und kam danach zur Tschechoslowakei beziehungsweise heute Slowakei.

## Bevölkerung
| Jahr                | 1994 | 2004    | 2014    | 2024     |
| ------------------- | ---- | ------- | ------- | -------- |
| Anzahl der Personen | 144  | 145     | 138     | 119      |
| Unterschied         |      | +0,69 % | −4,82 % | −13,76 % |

| Jahr                | 2023 | 2024    |
| ------------------- | ---- | ------- |
| Anzahl der Personen | 120  | 119     |
| Unterschied         |      | −0,83 % |

Gemäß der Volkszählung 2011 wohnten in Vyškovce 140 Einwohner, davon 102 Slowaken, 22 Russinen und ein Roma; ein Einwohner gab eine andere Ethnie an. 14 Einwohner machten keine Angabe. 101 Einwohner bekannten sich zur griechisch-katholischen Kirche, 18 Einwohner zur orthodoxen Kirch und sechs Einwohner zur römisch-katholischen Kirche. Ein Einwohner war konfessionslos und bei 14 Einwohnern wurde die Konfession nicht ermittelt.

## Bauwerke
- griechisch-katholische Erzengel-Michael-Kirche aus dem Jahr 1901